# The Midsummer Marriage
The Midsummer Marriage (en anglès, Noces d'estiu) és una òpera en tres actes, amb música i llibret de Michael Tippett. L'estrena va ser al Covent Garden, el 27 de gener de 1955, dirigida per John Pritchard.
La recepció de l'òpera fou polèmica, es va percebre confusió entre el llibret i en la utilització per part de Tippett de símbols i referències psicològiques. No obstant això, l'òpera va tenir com a mínim deu produccions més, incloent dues produccions més llunyanes a la Royal Opera,  Anglaterra, Gal·les, Escòcia, Alemanya, Suècia i als Estats Units.
L'estrena va ser enregistrada, i ha estat reproduïda en disc compacte. El Covent Garden va ser el primer en tornar a reviure l'obra el 1968 dirigida per Colin Davis amb les Ritual Dances coreografiades per Gillian Lynne i el 1970, on la producció va servir de base per al primer enregistrament comercial. Tippett va extreure les Four Ritual Dances de l'òpera com una obra de concert separada.

## Argument
L'òpera està escenificada en un clariana forestal, amb un grup d'edificis al costat. Els edificis semblen un santuari, amb un temple grec al centre. Un conjunt d'escales de cargol que et porten a la dreta i s'acaben a l'aire i a l'esquerra et porten cap a baix al turó. El vestuari és contemporani, a part del dels ballarins i els sacerdots.

### Acte I (matí)
Un grup de joves entra a la clariana, sorpresos pels edificis estranys. S'amaguen mentre Strephon lidera els ballarins i els sacerdots fora del temple. Mark apareix i demana una nova dansa en honor del dia del seu casament. Els sacerdots l'adverteixen dels perills de la tradició. Per defensar el seu argument, el sacerdot li fa la traveta a Mark mentre balla. La seva núvia, Jenifer, arriba, després d'escapar-se del seu pare, King Fisher. Ella puja les escales de pedra i desapareix.
Arriba King Fisher i Mark entra a la caverna. King Fisher pensa que Jenifer està amb Mark, i convoca a Jack a ensorrar les portes després que els sacerdots es neguen a deixar-lo entrar. Durant la discussió, Jenifer torna a aparèixer. Mark també torna, ple de sang vermella. Representant el «cel estrellat» i la «terra fructífera», els dos es confronten. Jenifer diu que la seva ànima està lliure de sofriment terrenal, mentre que Mark afirma haver guanyat una nova apreciació pel miracle de la mortalitat. Jenifer intenta mostrar el seu error en un mirall, però Mark fa que el mirall caigui i es trenqui. La parella inverteix els seus camins, i Jenifer baixa cap al turó mentre que Mark puja per les escales i desapareix.

### Acte II (tarda)
A la clariana, Jack i Bella es troben i decideixen casar-se. Entren al bosc, i Strephon emergeix amb els seus ballarins per realitzar tres rituals. En el primer, un gos persegueix una llebre, però la llebre s'escapa. En el segon, una llúdria persegueix un peix que es fa mal a l'arrel d'un arbre. A la tercera part, un ocell amb una ala trencada és capturat per un falcó. Bella està espantada pels rituals. Jack la consola mentre es tranquil·litza. Reprenen el seu entusiasme lúdic i corren al bosc.

### Acte III (vespre i nit)
King Fisher dona ordres al grup de joves que busquin a Madame Sosostris, la seva vident. Està decidit a frustrar els sacerdots, convençut que són responsables de la desaparició de Jenifer. El grup torna amb Sosostris, i King Fisher els ordena que revelin la ubicació de Jenifer. Ella l'adverteix d'aquestes investigacions dins el món dels somnis, però ella revela que Jenifer està estirada en un prat amb un lleó alat que té els braços i la cara d'un home. Enfurismat, King Fisher insisteix que Sosostris li està mentint i intenta treure-li els vels.
A mesura que li treu els vels, comencen a brillar. Quan ha retirat tots els vels, troba un brot incandescent que floreix per revelar a Mark i Jenifer. King Fisher apunta la seva pistola a Mark, però la parella es trenca amb el seu estat de meditació per enfrontar-se a King Fisher, fent que el seu cor falli. La multitud porta el seu cos al temple. Strephon emergeix del temple amb els seus ballarins per realitzar un quart ritual, que celebra l'amor carnal transformant-lo en el foc de l'amor diví. El ritual conclou quan el brot es tanca al voltant de Mark i Jenifer i esclata en flames.
Quan el foc es calma, Mark, Jenifer i els sacerdots ja no hi són. A mesura que la llum de la lluna s'esvaeix, Mark i Jenifer entren a la clariana des de costats oposats, vestits pel seu casament. Es dirigeixen cap al turó amb la multitud a mesura que s'aixeca el sol. L'alba revela que els edificis no eren més que ruïnes.

## Representacions

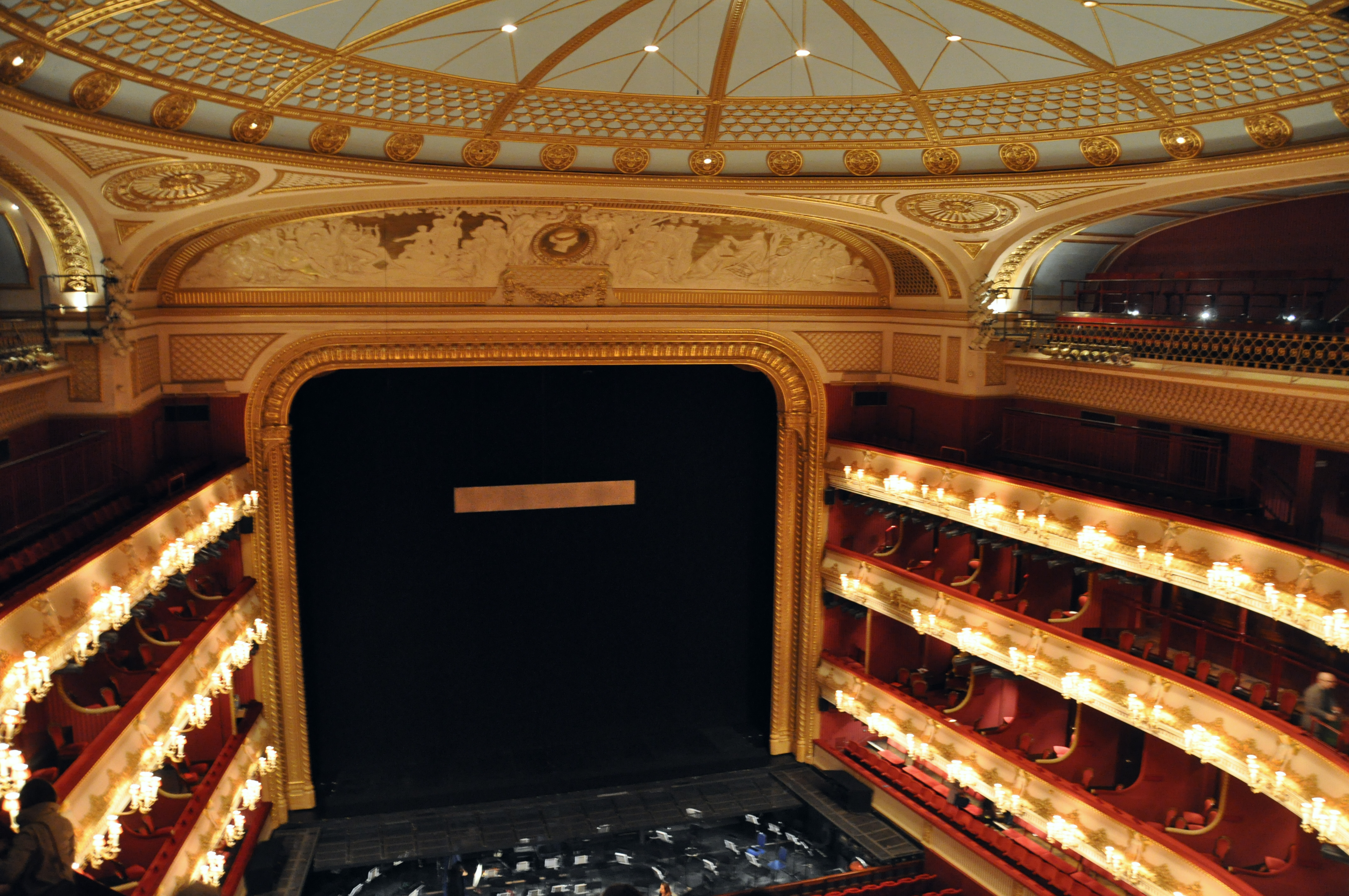
Royal Opera House, Covent Garden, auditori on es va estrenar l'òpera

The Midsummer Marriage es va estrenar al Covent Garden de Londres, el 27 de gener de 1955, protagonitzada per Richard Lewis com a Mark i Joan Sutherland com a Jenifer, l'únic paper que va crear la soprano, dirigida per John Pritchard. La luxosa producció tenia disfresses i dissenys escènics de Barbara Hepworth i coreografia de John Cranko.
Després de l'estrena, la Royal Opera House va muntar dues produccions més de The Midsummer Marriage, el 1968 i el 1996. La producció del 1996 es va ressuscitar el 2005, amb motiu del centenari del naixement de Tippett.
En 1976, la Welsh National Opera va organitzar una producció dissenyada per Annena Stubbs, que va recórrer ciutats com Leeds. El repartiment que va incloure a Felicity Lott com a Jenifer i Helen Watts, que havia interpretat el paper a Londres el 1968, i el va enregistrar el 1970, com a Sosostris. David Cairns va escriure que era aquesta producció la que mostrava l'òpera «que respon molt fàcilment a una posada en escena senzilla i imaginativa i que mai hi ha hagut problemes greus [amb ella], excepte en la nostra actitud».
Altres produccions britàniques han estat fetes per la English National Opera i l'Opera North, ambdues el 1985, i la Scottish Opera el 1988.
Fora d'Anglaterra, l'òpera ha rebut almenys cinc produccions. L'estrena alemanya va ser el 29 de setembre de 1973, al Badisches Staatstheater Karlsruhe amb Lieselotte Rebmann com a Jennifer. Una altra producció alemanya va ser a la Bayerische Staatsoper el 1998. Altres produccions han estat a Estocolm el 1982, San Francisco el 1983, l'Òpera de Nova York el 1993 i l'Òpera Lírica de Chicago l'any 2005.
També s'ha interpretat en versió concert en el London Proms de 1977, que van ser lliurades per les forces reunides per a la producció de la WNO de 1976, i a Boston el 2012.

## Personatges
| Rol                                                            | Tipus de veu | Repartiment de l'estrena, 27 gener 1955 (Director: John Pritchard) | Repartiment de la primera gravació d'estudi, 1970 (Director: Sir Colin Davis) | Repartiment de la Welsh National Opera producció de 1976 (Director: Richard Armstrong) |
| -------------------------------------------------------------- | ------------ | ------------------------------------------------------------------ | ----------------------------------------------------------------------------- | -------------------------------------------------------------------------------------- |
| Mark, un home jove de parentiu desconegut                      | tenor        | Richard Lewis                                                      | Alberto Remedios                                                              | John Treleaven                                                                         |
| Jenifer, la seva promesa                                       | soprano      | Joan Sutherland                                                    | Joan Carlyle                                                                  | Jill Gomez                                                                             |
| King Fisher, pare de Jenifer, home de negocis                  | baríton      | Otakar Kraus                                                       | Raimund Herincx                                                               | Raimund Herincx                                                                        |
| Bella, Secretària de King Fisher                               | soprano      | Adele Leigh                                                        | Elizabeth Harwood                                                             | Mary Davies                                                                            |
| Jack, el xicot de Bella, un mecànic                            | tenor        | John Lanigan                                                       | Stuart Burrows                                                                | Arthur Davies                                                                          |
| Sosostris, una vident                                          | contralto    | Oralia Domínguez                                                   | Helen Watts                                                                   | Helen Watts                                                                            |
| The She-Ancient, sacerdotessa del temple                       | mezzosoprano | Edith Coates                                                       | Elizabeth Bainbridge                                                          | Maureen Guy                                                                            |
| The He-Ancient, sacerdot del temple                            | baix         | Michael Langdon                                                    | Stafford Dean                                                                 | Paul Hudson                                                                            |
| Strephon, un ballarí                                           | paper mut    | Pirmin Trecu                                                       |                                                                               | Hugh Spight                                                                            |
| Una veu                                                        | contralt     | Monica Sinclair                                                    |                                                                               |                                                                                        |
| Ballarí                                                        | tenor        | Andrew Daniels                                                     | Andrew Daniels                                                                | John Harris                                                                            |
| Home borratxo                                                  | baix         | Gordon Farrell                                                     | David Whelan                                                                  | Gareth Rhys-Davies                                                                     |
| Un ancià                                                       | baix         | Frederick Dalberg                                                  |                                                                               |                                                                                        |
| els amics de Mark i Jennifer, ballarins assistents als ancians |              |                                                                    |                                                                               |                                                                                        |

## Enregistraments
- Gala GL100.524 (1997): Richard Lewis; Joan Sutherland; Adele Leigh; Edith Coates; John Lanigan; Monica Sinclair; Otakar Kraus; Covent Garden Chorus and Orchestra; John Pritchard, director. Enregistrament en viu de l'estrena de 1955.
- Philips 6703.027 (1971, 3-LP, enregistrat al Wembley Town Hall, juilol 1970). Reeditat en CD per Lyrita: SRCD.2217, 1995: Alberto Remedios; Joan Carlyle; Raimund Herincx; Elizabeth Harwood; Stuart Burrows; Helen Watts; Covent Garden Chorus and Orchestra; Colin Davis, director[31]